# Цымбал, Андрей Калинович
Андрей Калинович Цымбал (13.12.1916 — 23.03.2006) — советский военнослужащий, участник Великой Отечественной войны, Герой Советского Союза, командир батальона партизан, старший лейтенант.

## Биография
Родился 13 декабря 1916 года в селе Табурище ныне в пределах города Светловодск, Кировоградской области.
В Красной Армии с 1937 года. Служил в пограничных войсках. Участник Великой Отечественной войны с 1941 года.
В партизанском отряде был помощником командира. 1 апреля 1942 года при штурме деревни Жихов скрытно захватил здание школы, в которой располагался штаб батальона. В мае 1942 года участвовал в захвате Путивля. 5 октября 1942 года стал командиром 2-й роты. В ноябре 1942 года получил задачу вывести из строя железнодорожный узел Сарны. 14 марта 1943 года был выведен из строя Коростеньский железнодорожный узел. Цымбал участвовал во всех рейдах, закончившихся на территории Польши.
Указом Президиума Верховного Совета СССР от 2 мая 1945 года за образцовое выполнение заданий командования в борьбе против немецко-фашистских захватчиков в тылу противника и проявленные при этом отвагу и геройство Цымбалу Андрею Калиновичу присвоено звание Героя Советского Союза с вручением ордена Ленина и медали «Золотая Звезда».
В 1945 году демобилизовался. Жил в городе Светловодск. 
Постановлением Госсовета ПНР от 17.01.1964 за номером 0/27 был удостоен Серебряного Креста ордена Virtuti Militari.
Умер 23 марта 2006 года. Похоронен в Светловодске.
Награждён двумя орденами Ленина, орденом Красного Знамени, двумя орденами Отечественной войны 1-й степени, медалями.